# Præbiotika
Et præbiotikum er en fødevarekomponent, der ikke kan fordøjes af menneskers eller dyrs fordøjelsesenzymer, men som stimulerer væksten af gavnlige bakterier i fordøjelsessystemet, for på den måde at gavne værtens almene sundhedstilstand. Præbiotika blev først identificeret af Marcel Roberfroid i 1995.
Præbiotika er en mellemting mellem almindelige fødevarer og medicin.
De sundhedsfremmende egenskaber viser sig ved at præbiotika overlever værtens fordøjelse og absorption, sådan at stoffet er til stede der i den nederste del af tyndtarmen og i tyktarmen, hvor bakterierne er.
Præbiotika menes at have en effekt på mange lidelser, heriblandt mange af de vestlige livsstilssygdomme som diabetes, hjerte-/karsygdomme og forstyrrelser af mavetarmkanalen.
De fleste præbiotika er det, der til daglig kaldes kostfibre. Kemisk set består fibrene af nogle få typer af poly- eller oligosakkarider (komplekse kulhydrater):
- inulin
- frukto-oligosakkarider (FOS)
- transgalaktooligosakkarider (TOS)
- galaktooligosakkarider(GOS)

Årsagen til at disse komplekse kulhydrater overlever menneskets enzymsystem, er at de er opbygget med bindinger, som enzymerne ikke kan bryde. Bakterier med deres rigt varierede enzymsystemer, vil være i stand til selektivt at nedbryde visse komplekse kulhydrater og udnytte dem i deres stofomsætning og vækst. Ofte er det
mælkesyrebakterier og bifidobakterier der nyder godt af disse komplekse kulhydrater, og det er også disse bakterier der anvendes som sundhedsfremmende bakterier probiotika.